# Halima Aden
Halima Aden, en somalí: Xaliima Aaden, (Kakuma, 19 de septiembre de 1997) es una modelo estadounidense. Es la primera mujer en usar un hijab en el certamen Miss Minnesota USA 2016, donde fue semifinalista. Después de su participación en el certamen, Halima recibió atención nacional y firmó con IMG Models. También fue la primera modelo en usar hijab y burkini en la edición de trajes de baño de Sports Illustrated.
En 2021 fue nombrada una de las 100 mujeres de la BBC.

## Trayectoria

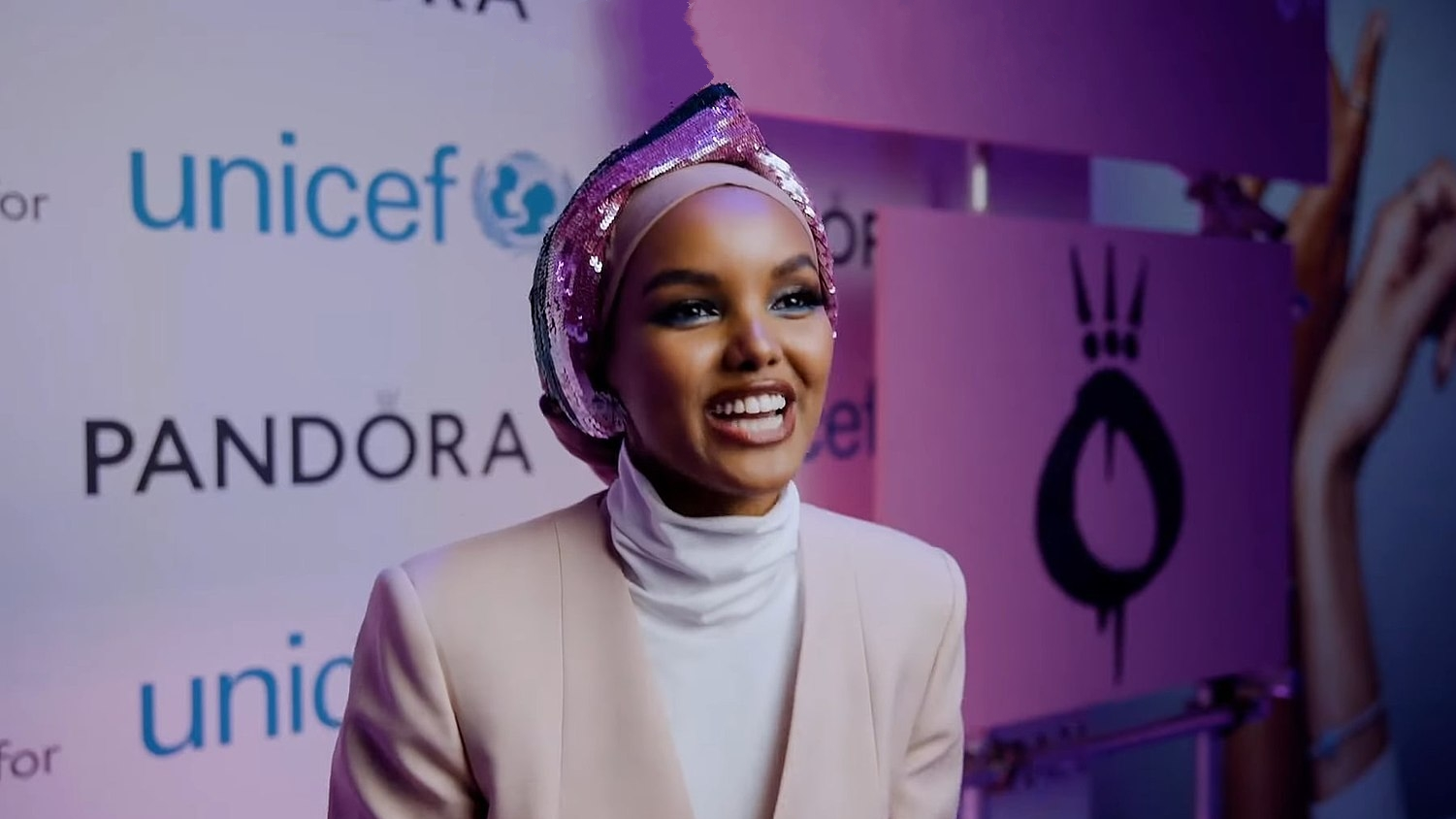
Halima Aden en UNICEF en el Día Internacional de la Mujer.

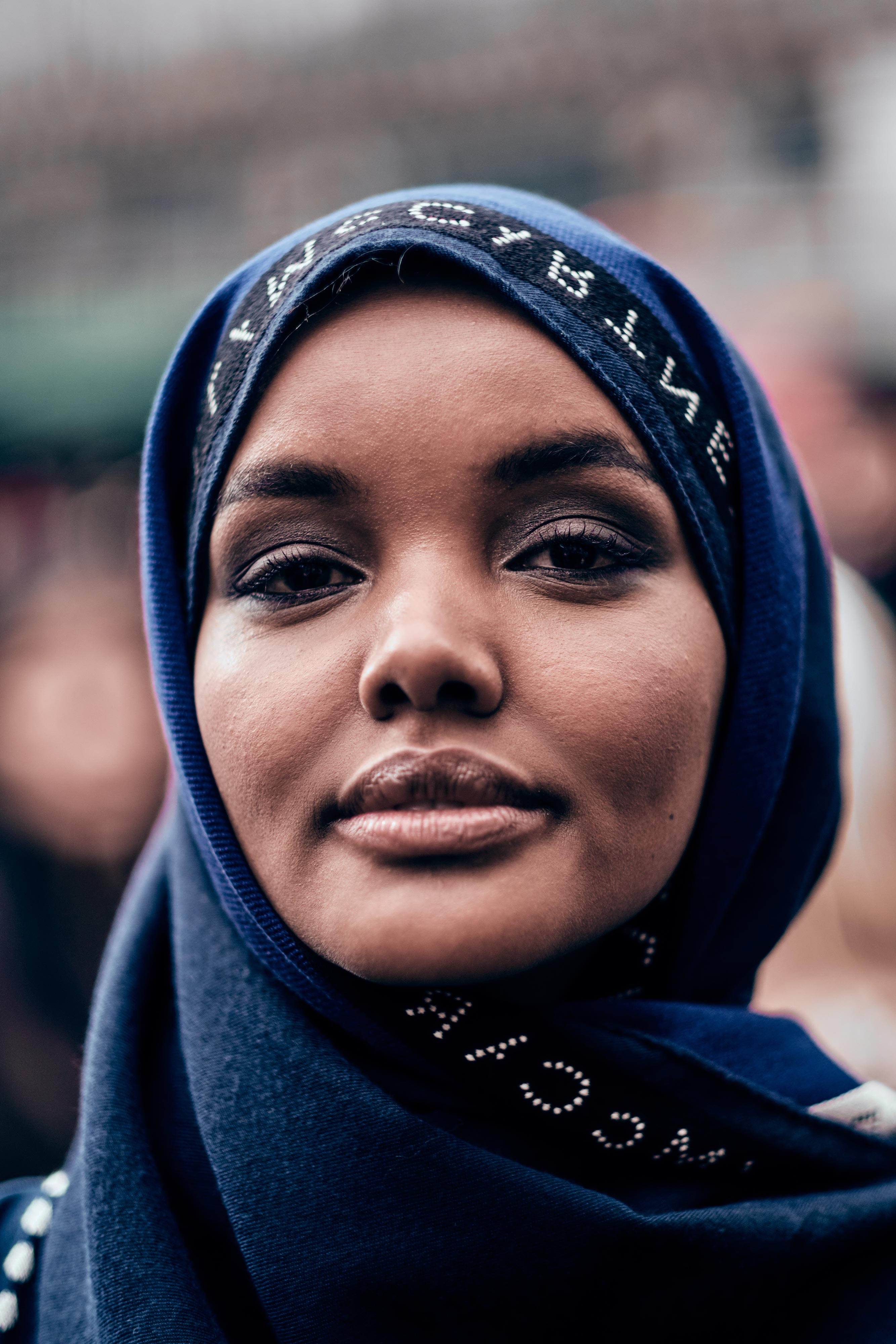
En la Semana de la Moda de París 2019.

Aden nació en el campo de refugiados de Kakuma en Kenia el 19 de septiembre de 1997 y proviene de una familia somalí. A los seis años se mudó a los Estados Unidos, instalándose en St. Cloud, Minnesota donde estudió en la escuela secundaria Apollo High School.  Actualmente, atiende la Universidad Estatal St. Cloud.
En 2016, Aden recibió la atención de los medios nacionales después de competir en el certamen Miss Minnesota USA, convirtiéndose en la primera concursante del certamen en usar burkini y hijab. Algunos analistas vieron esto como un paso hacia la diversificación en la industria del modelaje.
Al año siguiente, Aden firmó un contrato, de tres años, con la agencia IMG Models. En febrero de 2017, hizo su debut en la Semana de la Moda de Nueva York para la quinta temporada de la marca Yeezy.Posteriormente fue  juez preliminar y presentadora de la transmisión del certamen Miss USA 2017.
En junio de 2017, se convirtió en la primera modelo con hiyab en la portada de Vogue Arabia,Allure, Participó en la Semana de la Moda Modesta de Londres en 2018.Aden también ha trabajado con la marca American Eagle y ha posado en la revista Glamour, y tiene una portada en la revistas CR Fashion Book.
Aden fue la primera modelo con hiyab en desfilar en pasarelas internacionales y en firmar con una agencia importante.El contrato de modelo de Aden incluye el uso del hijab, ya que lo considera una parte no negociable de su trabajo.
En 2018, Aden se convirtió en una embajadora de UNICEF. Su trabajo se centra en los derechos del niño.
En mayo de 2019, Aden también en la primera modelo en usar hijab y burkini en Sports Illustrated Traje de baño.
En abril de 2019, Aden colaboró con la modesta marca de ropa Modanisa para diseñar su propia colección de turbantes y chal llamada Halima x Modanisa.En una entrevista con Teen Vogue, Aden afirmó que su colección es para todos, ya sea que usen hijab o no. Lanzó la colección en la Semana de la Moda Modesta de Estambul el 20 de abril de 2019.
Halima también fue  la primera mujer negra con hijab en aparecer en la portada de la revista Essence, en la edición de enero/febrero de 2020.En noviembre de 2020, Aden anunció en una serie de historias de Instagram que había dejado de modelar en la pasarela por sus creencias religiosas,aunque desde entonces ha indicado que trabajaría como modelo siempre que pudiera establecer las condiciones.Aden recibió el apoyo de Rihanna, Gigi Hadid y Bella Hadid por su decisión. Más tarde quiso presentarse como la primera mujer somalí en competir en Miss Universo.

## Reconocimientos
En diciembre de 2021 fue nombrada una de las 100 mujeres de la BBC.